# Roberto D'Aubuisson
Roberto D'Aubuisson Arrieta (Santa Tecla, 23 agosto 1944 – San Salvador, 20 febbraio 1992) è stato un politico e militare salvadoregno, comandante degli squadroni della morte durante la guerra civile di El Salvador e fondatore nel 1981 dell'Alleanza Repubblicana Nazionalista (ARENA).
Già presidente dell'Assemblea Costituente di El Salvador dal 1982 al 1983, nel 1984 fu il candidato dell'ARENA alle elezioni presidenziali, sconfitto al secondo turno dal democristiano José Napoleón Duarte. Viene ricordato anche come mandante dell'omicidio dell'arcivescovo Óscar Romero, secondo quanto appurato dalla Commissione della Verità per El Salvador.